# Христианство в Науру
Христианство в Науру — одна из представленных в стране религий.
Согласно переписи населения 2011 года, христианство является самой распространённой религией в Науру. Большая часть граждан Науру — прихожане реформатской Науруской конгрегационалистской церкви (35,71 % от общей численности населения). 32,96 % населения являются католиками, а 12,98 % принадлежат к пятидесятнической церкви Ассамблеи Бога. Также представлены Независимая церковь Науру, адвентисты седьмого дня, свидетели Иеговы и баптисты.
По данным исследовательского центра Pew Research Center, в 2010 году в Науру проживало около 10 000 христиан, которые составляли 79 % населения этой страны.